# Иголиха
Иголиха — упразднённая в 1995 году деревня в Гаврилов-Ямском районе Ярославской области России.
На год упразднения входила в Ставотинский сельсовет. После территория урочища стала относится в рамках административно-территориального устройства к Заячье-Холмскому сельскому поселению Гаврилов-Ямском районе.

## География
Находилась в юго-восточной части области, в зоне хвойно-широколиственных лесов, к северу от города Гаврилов-Ям, административного центра района. В 19 веке описывалась как деревня при речке Кобылка.

### Климат
Климат в местности, как и во всем районе, характеризуется как умеренно континентальный, с умеренно холодной зимой и относительно тёплым летом. Среднегодовая температура воздуха — 3 — 3,5 °C. Средняя температура воздуха самого холодного месяца (января) — −13,3 °C; самого тёплого месяца (июля) — 18 °C. Вегетационный период длится около 165—170 дней. Годовое количество атмосферных осадков составляет 500—600 мм, из которых большая часть выпадает в тёплый период.

## История
Отмечена на топографической межевой карте Ярославской губернии Александра Ивановича Менде
Отмечена в «Списке населенных мест Российской империи по сведениям 1859 года, составленного и изданного Центральным статистическим комитетом Министерства внутренних дел» (Том L. Ярославская губерния, 1865 год. Обработан старшим редактором А. И. Артемьевым), № селения 71. Казенная деревня Иголиха относилась к Ярославской губернии, Ярославского уезда, 1-го стана и находилось от
уездного города в 40 верстах; квартиры станового пристава в 35 верстах.
Официально упразднена Решением Государственной Думы Ярославской области от 21.03.1995 № 35 «Об исключении из учётных данных населенных пунктов Гаврилов-Ямского района».

## Население
На 1859 год проживало 74 человека (32 мужского пола и 42 женского)

## Инфраструктура
Было развито личное подсобное хозяйство. На 1859 год было 13 дворов.

## Транспорт
На 1859 год находилась по левую сторону большого тракта из Ярославля в город Суздаль